# Halina Usielska-Pełech
Halina Usielska-Pełech (ur. 23 kwietnia 1957 w Łodzi) – polska montażystka filmowa, pedagog.

## Życiorys
Absolwentka filmoznawstwa na Uniwersytecie Łódzkim (dyplom w 1981). Ukończyła PWSFTviT w Łodzi na Wydziale Montażu w 1986. Została wykładowcą na Wydziale Filmu i Fotografii w Wyższej Szkole Sztuki i Projektowania w Łodzi. Żona operatora filmowego Jana Pawła Pełecha.

## Filmografia niepełna

### Montaż
- 2008 "Skarby Ani K"
- 1994 "Tak a nie inaczej"
- 1994 "Przestrzegać i pamiętać"
- 1994 "Cocoon"
- 1994 "Azja , Lublin , Poland"
- 1993 "WIKTOR S"
- 1993 "Run to him"
- 1993 "Dwoje"
- 1993 "Close to Europe"
- 1991 "Studnia dusz"
- 1991 "Tango Argentino"
- 1991 "Free man czyli opowieść Józefa K"
- 1991 "Dobranoc"
- 1990 "Spacer"
- 1990 "Kher"
- 1990 "Dom"
- 1990 "Azrael , Anioł śmierci"
- 1989 "KWK-Wujek"
- 1998 "Czarna Góra"
- 1988 "THE MOMENT BEVOR SCREAMING"
- 1988 "Stasiek"
- 1988 "Rejestracja"
- 1988 "Których skrzywdziłeś"
- 1988 "Krzyż"
- 1988 "Gloria"
- 1988 "Drugi dzień wolności"
- 1988 "Budowniczy"
- 1988 "Blaskiem otoczona"
- 1987 "Wiatr"
- 1987 "O tym jak zabroniono grać na trąbkach"
- 1987 "Lot Antoniego T"
- 1987 "AFA"
- 1986 "Śniadanie"
- 1986 "Meantime"
- 1986 "Kapitańskie Tango"
- 1986 "Jakub"
- 1986 "Echi"
- 1986 "Dziewczyna"
- 1986 "Deszcz"
- 1986 "Cela"
- 1986 "AD QUID VENISTI"
- 1985 "Razem"
- 1985 "Materiały"
- 1984 "Anioł"
- 1982 "Ostatnia niedziela"
- 1982 "Jajko"
- 1981 "Zabawy na śniegu"